# The Countess
The Countess (2009)  (em português A Condessa) é um filme franco germânico, dirigido, escrito e protagonizado pela atriz e cantora francesa Julie Delpy. É o terceiro filme dirigido por Julie Delpy; ela afirmou, sobre o projeto, que "isso soa como um gótico [história], porém é mais um drama. É mais foco na psicologia dos seres humanos quando lhes é dado o poder". 
A película é definida por Delpy como um drama gótico com toques de horror, inspirado na vida e crimes de Isabel Báthory (Elizabeth ou Erzsébet), uma condessa húngara dos séculos XVI e XVII que, segundo a lenda, matou mais de 600 virgens a fim de se banhar em seu sangue, o que a condessa acreditava ser o segredo da beleza e juventude eternas.

## Elenco
- Julie Delpy como Condessa Erzsébet Báthory
- William Hurt como György Thurzó
- Daniel Brühl como István Thurzó
- Adriana Altaras como Aunt Klara Báthory
- Charly Hübner como Ferenc Nadasdy
- Anamaria Marinca como Anna Darvulia
- Sebastian Blomberg como Dominic Vizakna
- Andy Gatjen como Miklos
- Rolf Kanies como Conde Krajevo
- Jesse Inman como Rei Matthias
- Jeanette Hain como Anna Báthory
- Frederick Lau como Janos

## Lançamento
O filme estreou em 9 de fevereiro de 2009 no 59ª Festival Internacional de Cinema de Berlim e foi exibido no Festival de Cannes de 2010.